# Giacomo Benevelli
Giacomo Benevelli (1925 en Reggio Emilia–13 de julio de 2011 en Pavia) fue un escultor y pintor italiano. Sobrino del pintor modernista italiano Anselmo Govi (1893 - 1953) y descendiente de una familia aristocrática de Módena.
Es uno de los representantes más eminentes de la escultura abstracta contemporánea italiana y europea. 

## Datos biográficos

### Antecedentes y parentescos
Giacomo Benevelli nació en Reggio Emilia en 1925.
Es sobrino de Anselmo Govi un pintor de Reggio Emilia, autor del fresco de la cúpula del Teatro Ariosto. Pertenece a la familia noble del norte de Italia antes conocida como Benedelli.
Es primo de Emidio Benevelli, fundador de los Benevelli Transaxles.

### Formación
Giacomo Benevelli sigue su educación primaria en Francia, donde obtuvo el certificado de estudios primarios. Al final de la guerra, se trasladó a Roma, donde reanudó sus estudios con un diploma de alta de la escuela de arte en la Academia de Bellas Artes de Roma.
En 1950 se estableció en Milán y obtuvo el grado de puesta en escena de la Academia de Bellas Artes de Brera. En esta academia, se convirtió, sucesivamente, asistente del pintor Mauro Reggiani y profesor en 1958.
Todavía en la década de 1950 a principios, asistió al taller de Cesare Poli en Milán, Presidente de escultura en la Pinacoteca de Brera y se convirtió en su asistente.
Su interés en la escultura es cada vez mayor, también, abandonando la escenografía para dedicarse a este arte.
En el entorno de Cesare Poli, conoce a artistas famosos, como Oskar Kokoschka y Jean Arp, que apuntalan y estimulan su formación.

### Carrera artística
En 1957, comenzó a nombrarse en la escena artística al ganar el premio de Sabena en Bruselas, con una escultura que representa el mito de Ícaro.
Su primera exposición individual se celebró en 1959 en la galería Pater de Milán, donde expuso a un grupo de esculturas titulada Fantocci. La exposición está acompañada por un catálogo de Giorgio Kaisserlian. 
En la Italia de posguerra, sobresale Benevelli como escultor, junto a Floriano Bodini y Franco Fossa.
En 1961 expone en La Haya junto a Cassani y Giancarlo Marchese.
En 1963, tuvo su primera exposición en Estados Unidos, en la Galería Felix Landau en Los Ángeles. 
En 1964 fue invitado a la 32 ª Bienal Internacional de Arte de Venecia con un grupo de esculturas. 
En 1966 fue nombrado como jefe del curso de escultura en la Academia de Brera de Milán. Ese año expone en la Galleria Mosaico de Chiasso con Kenjirō Azuma y Giancarlo Marchese.
En 1971 sus obras en bronce fueron presentadas en el Museo Nacional de Bellas Artes de Buenos Aires , Argentina.
En 1983 escribió e ilustró un libro publicado por Rizzoli, llamado Dalla Pietra all'Ago.
Desde la década de 1990 la labor de Benevelli como escultor se enriquece con colaboraciones en otras disciplinas, entre ellas, el diseño y la arquitectura, fruto de su labor docente en la Pinacoteca de Brera.
En 1993 realizó una escultura de bronce llamada Teleios que se puede ver en Piazzale Loreto en Milán.
En 2000, la ciudad de Mantua, organizó una gran exposición de sus obras en el museo de la histórica Casa del Mantegna. Un libro titulado "Forma" fue publicado por Edizioni Casa del Mantegna en esta ocasión.
En 2001 expuso sus obras en el histórico Palazzo Isimbardi durante una exposición organizada por la ciudad de Milán.
Durante los Juegos Olímpicos de Invierno de 2006 en Turín, fue invitado a participar en la Exposición de escultura italiana en la Palazzina di Stupinigi.
Ha realizado obras de arte sacro en iglesias contemporáneas y antiguas, y sus obras se conservan en numerosas colecciones públicas y privadas en Italia y en todo el mundo incluso en el Museo Real de Bellas Artes de Amberes, en el Museo Británico en Londres, en la Colección del Banco de Italia y del Depósito de Arte de la ciudad de Milán.

### Últimos eventos
En abril de 2009, 20 piezas fundidas en bronce fueron instaladas en la exposición Mater Natura dentro del proyecto de Natuzzi Open Art.